# Levaré
Levaré – miejscowość i gmina we Francji, w regionie Kraj Loary, w departamencie Mayenne.
Według danych na rok 1990 gminę zamieszkiwały 324 osoby, a gęstość zaludnienia wynosiła 28 osób/km² (wśród 1504 gmin Kraju Loary Levaré plasuje się na 967. miejscu pod względem liczby ludności, natomiast pod względem powierzchni na miejscu 940.).